# Кільцеві автодороги Пекіна
Пекін має кілька кільцевих доріг.

## 1-а кільцева дорога
Коли в Пекіні з 1920-х до 1950-х років працювали трамвайні лінії, маршрут лінії № 4 утворював кільцеподібну петлю, пролягаючи 17 км за годинниковою стрілкою через Тяньаньмень - Сідань - Сісі - Пін'анлі - Дяньмень - Гулоу - Цзяодаокоу - Beixinqiao - Dongsi - Dongdan - Tiananmen. Цей маршрут був відомий як «Кільцева дорога» (環形路). Після ліквідації трамвайних колій у 1950-х роках ця назва втратила своє значення, оскільки це була просто сукупність поверхневих вулиць (натомість кожна з інших кільцевих доріг сьогодні є однією швидкісною магістраллю). Плани 1954 та 1957 років показують іншу «1-шу кільцеву дорогу», дещо більшу прямокутну петлю між Beixinqiao - Ciqikou - Caishikou - Xinjiekou. Більшість карт у Пекіні насправді не показують 1-у кільцеву дорогу як таку; лише на дуже небагатьох картах дається слабкий жовтий відтінок можливого варіанту. Однак оригінальна назва залишилася використаною пізніше для інших кільцевих доріг, побудованих десятиліттями пізніше.

## 2-а кільцева дорога
Перша (внутрішня) кільцева дорога Пекіна, 2-а кільцева дорога, була побудована в 1980-х роках і розширена в 1990-х роках. Зараз вона утворює прямокутну петлю навколо центру Пекіна, району, який приблизно еквівалентний старому місту, яке включає чотири райони: район Дунчен, район Січен, район Сюаньу та район Чунвен. Її чотири секції починаються в Січжімень, Дунчжімень, Цайхуїн і Цзоаньмень.
2-га кільцева дорога проходить через центральну частину Пекіна та пролягає майже безпосередньо повз Північний залізничний вокзал Пекіна та залізничний вокзал Пекіна. Ціни на нерухомість всередині кільцевої дороги значно вищі, ніж в інших частинах міста.

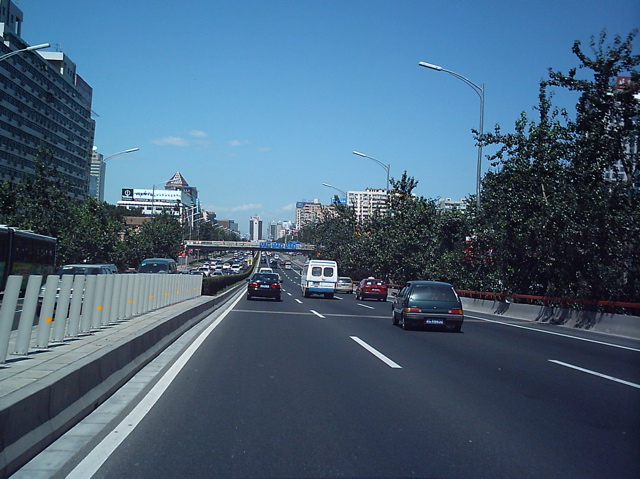
Східна 3-я кільцева дорога (фото серпня 2004 р.)

## 3-я кільцева дорога
3-є кільце було побудовано у 1980-х роках, а завершено у 1990-х роках. Воно аж ніяк не є периферійним, оскільки проходить через центральний діловий район Пекіна та дипломатичні поселення (Дунчжіменвай/Лянмацяо, Цзяньгоменвай). Воно безпосередньо пов'язаний з численними швидкісними магістралями — G45 Дацін-Гуанчжоу, Автомагістраль G4 Пекін-Гонконг-Макао, G45 Дацін-Гуанчжоу і Пекін — Тяньцзінь — Тангу.

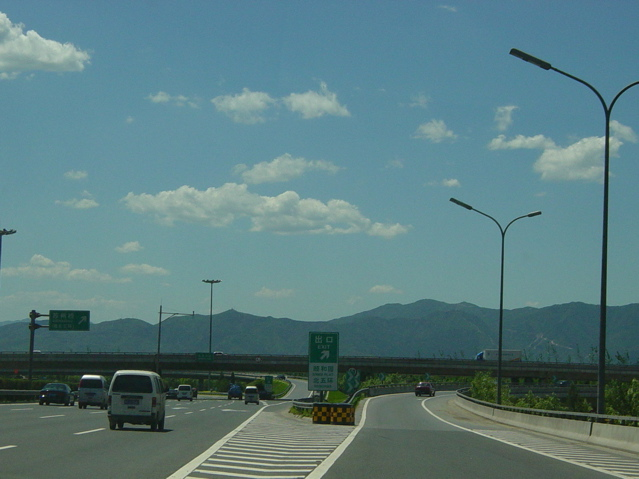
Північно-західна 4-та кільцева дорога (зображення липня 2004 р.)

## 4-а кільцева дорога
4-е кільце було завершено в 2001 році, відстань від центру Пекіна близько 8 км. Воно з’єднує менші центральні частини Пекіна та проходить через технологічний центр Чжунгуаньцунь, західний Пекін, район Фентай та східний Пекін. Автомагістраль G1 Пекін–Харбін і Швидка дорога Пекін-Тунчжоу (від Dawangqiao) починаються від 4-ї кільцевої дороги.

## 5-а кільцева дорога

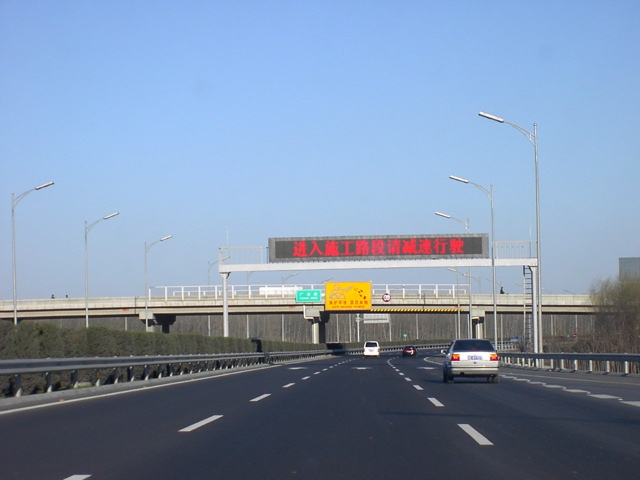
Північно-східна 5-та кільцева дорога (зображення березня 2003 р.)

5-та кільцева дорога разом із 6-ю кільцевою дорогою є повною швидкісною кільцевою дорогою. Вона позначена як провінційна швидкісна дорога під номером S50.
Ця кільцева дорога знаходиться на відстані (близько 10 км) від центру Пекіна та з’єднує приміські райони Хуаньті, Шигечжуан, Дінфучжуан і Ціку. Вона також проходить через район розвитку Ічжуан. Вона пролягає через дуже безплідну землю на півдні, перш ніж прямувати на захід до Ароматних пагорбів.

## 6-а кільцева дорога
Зараз найвіддаленіша кільцева дорога від центру Пекіна (близько 15-20 км), 6-а кільцева дорога була побудована в 2000-х роках і завершена в 2010 році. Має 130 кілометрів довжини швидкісної автомагістралі між розв'язками з швидкісною автомагістраллю Бадалін і швидкісною автомагістраллю Цзіньші, які рухаються за годинниковою стрілкою, відкриті для загального автомобільного руху. Це єдина кільцева дорога, пов'язана з такою ж віддаленою Автомагістраллю G1 Пекін–Харбін.
Ця платна кільцева дорога з'єднує Пекін з районами Шуньї, Тунчжоу, Чанпін і Дасін. Вона включена до Національної системи магістральних автомагістралей і запланована як гілка Автомагістралі G45 Дацін-Гуанчжоу, і відтепер отримує позначення G4501.

## 7 кільцева дорога
G95 Capital Area Loop Expressway, також неофіційно відома як 7-ма кільцева дорога, є кільцевою дорогою приблизно з 1000 км, що оточує центр міста Пекін, здебільшого проходячи через Хебей. Через Пекін проходить лише 38 кілометрів, ще 38 км проходить через Тяньцзінь і 924 км знаходиться в провінції Хебей. Будівництво дороги було завершено в червні 2018 року, а остання ділянка з’єднала віддалені від Пекіна райони Тунчжоу і Дасін.